# Avilije Aleksandrijski
Papa Avilije iz Aleksandrije, također poznat kao Sv. Sabelij (Abylius, Abitius, Milius i Melyos), (ime prije početka pontifikata lat. Milieus, grč. περιβάλο ), (? - 95. AD) bio je treći papa Aleksandrije i patrijarh Svete Stolice sv. Marka.

## Pregled
Nakon smrti pape sv. Anijana iz Aleksandrije 29. studenog 83. godine, sufraganski biskupi i svećenici toga područja okupili su se s laicima u Aleksandriji, u Egiptu, i razgovarali o sljedećem imenovanju na položaj patrijarha. Avilije je jednoglasno izabran u mjesecu prosincu (Kiahk - prema koptskom kalendaru), 83. godine, za vrijeme vladavine rimskog cara Tita Flavija Domicijana.

Papa Avilije je bio poznat po svojoj čednosti, pobožnosti i brizi za narod Isusa Krista. Svoju službu je posvetio nastavljanju osnaživanja ljudi u vjeri, i kršćanstvo se širilo u Egiptu, u Cirenaici, poznatoj kao Pentapolis ili pet zapadnih pokrajina i 
Sudanu. Tijekom njegovog služenja, egipatski narod je počeo odricati se obožavanja idola i prakticirati svoje kršćanstvo u zajedničkim grupama.
Unatoč tome što je religija u Egiptu bila poganska koji su sa svojim osvajanjem donijeli Rimljani, njegovo vrijeme dok je bio papa, bilo je vrijeme mira za crkvu. Dok neki povjesničari tvrde da je car Domicijan protjerao Avilija s biskupskog trona, i postavio drugoga na njegovo mjesto, za takve tvrdnje nama povijesnih dokumenata koji bi poduprli takvu tezu.
 Prema povijesnim zapisima, on je ostao na svom položaju punih dvanaest godina, a preminuo je u prvog Thouta
 Avilije je pokopan pored posmrtnih ostataka sv. Marka evanđeliste u katedrali sv. Marka  u Baukalisu u Aleksandriji, Egipat.

## Štovanje
Sveti Avilije (u nekim crkvama štovan kao sv. Milius), treći patrijarh aleksandrijski, štuje se kao svetac u raznim crkvama. Njegov blagdan se slavi u koptskoj Crkvi na dan koptske Nove godine, 1. Thouta što odgovara 11. rujnu po gregorijanskom kalendaru, 29. kolovoza i 29. ožujka u rimokatoličkoj Crkvi, a 22. veljače u grčkoj pravoslavnoj Crkvi.

## Vanjske poveznice
- Khaled Gamelyan - The Coptic Encyclopedia, opensource
- Holweck, F. G., A Biographical Dictionary of the Saints. St. Louis, MO: B. Herder Book Co. 1924.

| Koptske pape Aleksandrije        | Koptske pape Aleksandrije     | Koptske pape Aleksandrije        |
| -------------------------------- | ----------------------------- | -------------------------------- |
| prethodnik Anijan Aleksandrijski | Aleksandrijske pape 83. - 95. | nasljednik Kedron Aleksandrijski |